# Anthony Calvillo

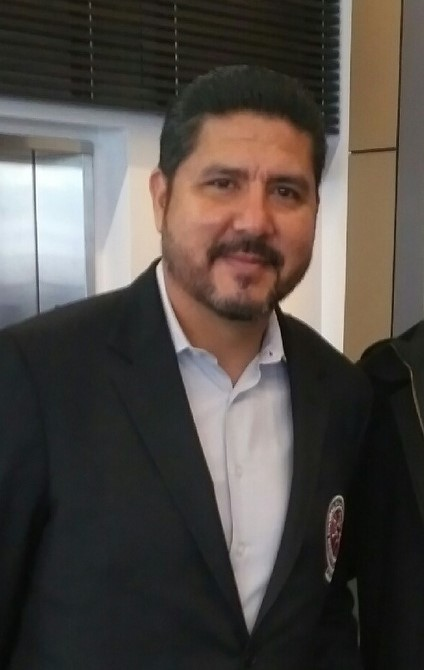
Anthony Calvillo

Anthony Calvillo (23 de agosto de 1972) es un mariscal de campo de los Alouettes de Montreal de ascendencia mexicana nacido en Estados Unidos. Ha lanzado más yardas que cualquier otro quarterback profesional con más de 75.000 yardas en su carrera y es uno de solo cinco quarterbacks que han lanzado más de 400 pases de anotación, el único de la Canadian Football League.
Nació en Los Ángeles y jugó fútbol americano y baloncesto en la secundaria, siendo el quarterback titular con el equipo de fútbol americano de Utah State, los Utah State Aggies.